# Aubrey FitzClarence (4e comte de Munster)
Aubrey FitzClarence, 4e comte de Munster, (7 juin 1862 - 1er janvier 1928), est un aristocrate anglais et un arrière-petit-fils du roi Guillaume IV par sa maîtresse Dorothea Jordan.

## Biographie
Aubrey FitzClarence est né à Kensington, Londres, fils de William FitzClarence (2e comte de Munster) (19 mai 1824 - 30 avril 1901) et de Wilhelmina Kennedy-Erskine (27 juin 1830 - 9 octobre 1906). Ses parents sont cousins germains, faisant ainsi de Geoffrey un arrière-petit-fils de Guillaume IV à deux reprises. Son grand-père paternel est George FitzClarence (1er comte de Munster) et sa grand-mère maternelle est Augusta FitzClarence, qui sont frère et sœur.
Le frère aîné d'Aubrey, Geoffrey FitzClarence (3e comte de Munster), hérite du comté de Munster et des titres subsidiaires de vicomte FitzClarence et de Lord Tewkesbury lorsque leur père meurt en 1901. Cependant, Geoffrey sert dans l'armée britannique en Afrique du Sud à l'époque et il meurt neuf mois plus tard sans jamais être retourné en Angleterre.
Quand le 3e comte meurt sans enfant en 1902, le comté et d'autres titres passent à Aubrey. Il est gentilhomme huissier ordinaire auprès de la reine Victoria de 1885 à 1901 et du roi Édouard VII du 23 juillet 1901 au 7 février 1902, peu après avoir hérité du comté. À ce moment-là, Aubrey quitte son poste.
Aubrey est décédé célibataire à l'âge de 65 ans, et son neveu, Geoffrey FitzClarence, devient le 5e comte de Munster. 